# János Gosztonyi (Schauspieler)

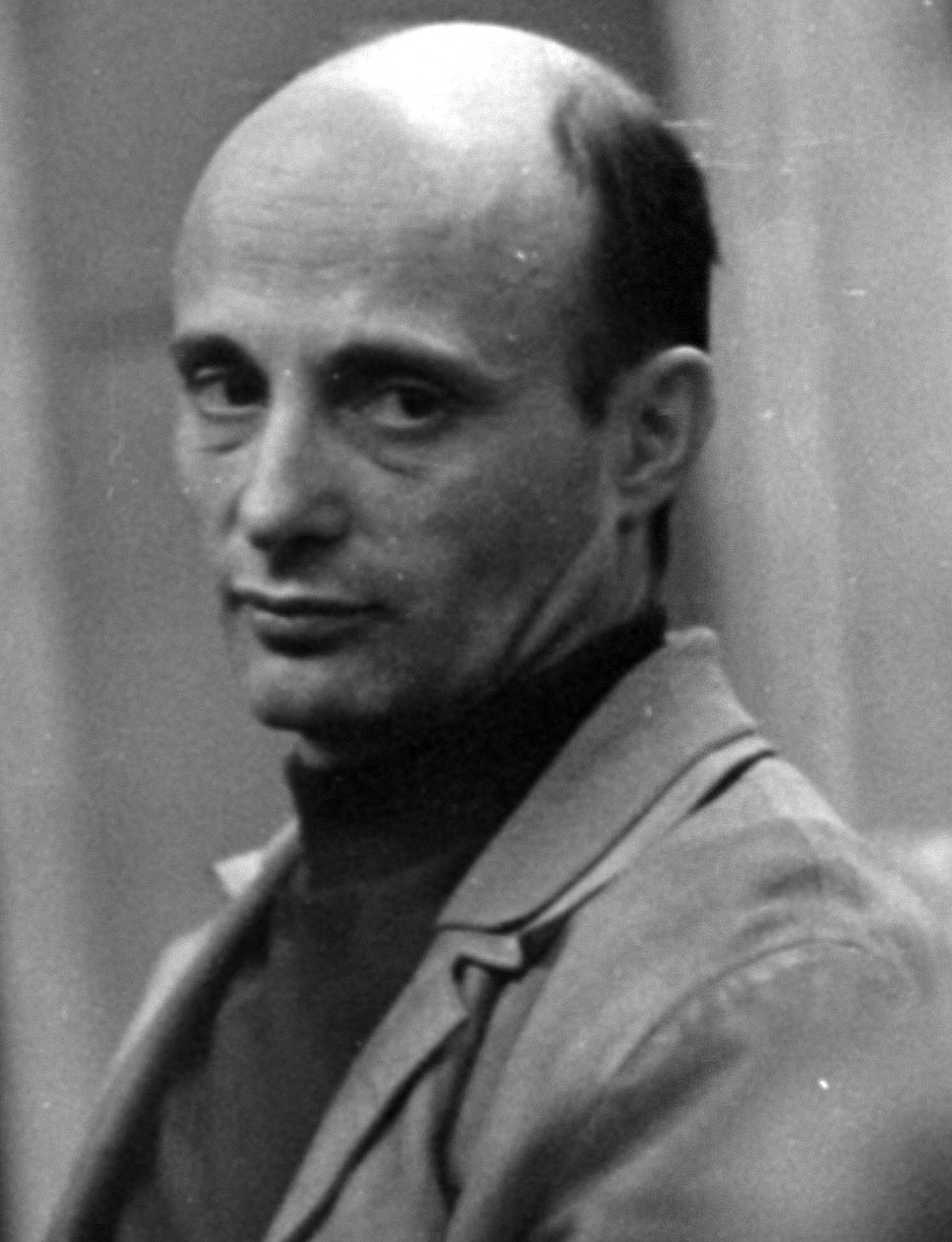
János Gosztonyi (1971)

János Gosztonyi (* 9. Juli 1926 in Budapest; † 5. März 2014 ebenda) war ein ungarischer Schauspieler, Regisseur und Dramatiker.

## Leben
Gosztonyi wurde noch kurz vor Kriegsende als 18-Jähriger in das Außenlager „Waldlager“ des KZ Dachau deportiert. Nach dem Studium an der Universität für Darstellende Künste in Budapest wurde er 1949 als Schauspieler an das Nationaltheater in Budapest berufen. Ab 1950 unterrichtete er außerdem 30 Jahre lang als außerordentlicher Professor an der Universität der Darstellenden Künste. Ab 1962 war er Dramaturg am Déryné-Theater, ab 1962 Direktor des Thália-Theaters. Von 1976 bis 1989 leitete er das Radnóti Miklós Theater.
Als Schauspieler trat Gosztonyi sowohl auf der Bühne (u. a. als Lucky in Samuel Becketts Warten auf Godot und Etzel in Jean-Paul Sartres Der Teufel und der liebe Gott) als auch im Fernsehen und im Kino (u. a. als Samuel in der amerikanischen Jurek-Becker-Verfilmung Jakob der Lügner im Jahr 1999) auf. Er verfasste mehrere Dramen und bearbeitete Heinrich Manns Der Blaue Engel sowie Arthur Koestlers Darkness at Noon und Arrow in the Blue für die Bühne. In späteren Jahren veröffentlichte er auch mehrere Romane.
Viele der Hörspiele Gosztonyis wurden ins Deutsche übersetzt und von deutschen Rundfunkstationen gesendet. Das Hörspiel Große Sprünge wurde im September 1977 Hörspiel des Monats. Für seine Verdienste als Schauspieler, Regisseur und Dramatiker erhielt er 1972 den Jászai-Mari-Preis; 1989 wurde er als „verdienter Künstler“ geehrt.

## Hörspiele in Deutschland
- 1973: Viele Hasen sind des Hundes Tod – Regie: Friedhelm von Petersson (Hörspiel – SFB)
- 1975: Tunnel der Angst – Regie: Wolfgang Wölfer (Hörspiel – SFB)
- 1977: Große Sprünge – Regie: Hans Bernd Müller (Hörspiel – SFB)
  - Auszeichnung: Hörspiel des Monats September 1977
- 1979: Es geht um die Wurst – Regie: Hans Bernd Müller (Hörspiel – SFB)
- 1981: Der verliebte Brandlöscher – Regie: Hans Drawe (Hörspiel – HR)
- 1984: Pepita – Regie: Wolfgang Schenck (Hörspiel – SR)